# Stanley Miller
Stanley Lloyd Miller, född 7 mars 1930 i Oakland, Kalifornien, död 20 maj 2007, var en amerikansk kemist och biolog som är känd för sina studier om livets uppkomst, i synnerhet Miller-Urey-experimentet som visade att kolföreningar kan skapas från oorganiska substanser av ganska enkla fysiska processer.

## Biografi
Miller studerade vid universitetet i Berkeley, Kalifornien, och tog examen 1951 för att senare fortsätta för Harold Urey vid University of Chicago där han tog sin examen i kemi 1954.
Miller fortsatte sin forskning vid California Institute of Technology från 1954 till 1955 och anslöt sig därefter till avdelningen för biokemi vid Columbia University, New York, där han arbetade de följande fem åren. Han återvände sedan till Kalifornien där han arbetade som assisterande professor från 1960 till 1962, organisationsprofessor 1962-1968, och sedan som kemiprofessor vid universitetet i San Diego från 1968.
Hans arbete handlade framförallt om livets ursprung (och han ansågs som en pionjär inom astrobiologin, den naturliga förekomsten av clathrate hydrates, och generella mekanismer av anesthesia. Han var medlem av National Academy of Science och mottog även Oparinmedaljen. Han är mest känd för Miller-Urey-experimentet. Under 1950-talet antog Urey att jordens ursprungliga atmosfär antagligen var lik den nuvarande på Jupiter, rik på ammoniak, metan och väte. Miller som arbetade i sitt laboratorium i Chicago, visade att när dessa ämnen plus vatten utsätts för en energikälla som ultraviolett strålning, kan de reagera på så vis att de skapar aminosyror, vilka är livsviktiga för skapandet av liv. (Liknande idéer framlades av Aleksandr Oparin under 1920-talet.)
Ända sedan dess har det förekommit protester och invändningar om att den tidiga miljön på jorden knappast var uppbyggd på det sätt som Miller och Urey antog och Miller tillkännagav denna teori.
2008 fann efterforskare apparaturen som Miller använde i sina tidigare experiment och analyserade materialet genom att använda sig av mer avancerad och modern teknik. Experimenten inkluderade tidigare orapporterade simulationer av andra miljöer, som till exempel gaser frisläppta vid vulkanutbrott. De senare analyserna påvisade fler aminosyror och andra beståndsdelar som var av intresse.
1828 visade Friedrich Wöhler att det var möjligt att syntetisera urea. Många trodde vid denna tidpunkt att urea i en organisk molekyl endast kunde skapas av levande organismer. Detta ledde till ett tillkännagivande att det inte är någon slående skillnad mellan en fysikaliskt framställd molekyl skapad i ett labb och en molekyl skapad av levande organismer. Millers experiment gick lite längre genom att visa att enkla biomolekyler kan skapas genom enkla fysikaliska processer, och att det inte är omöjligt för det första steget av livets uppkomst faktiskt kan ha skett under jordens ursprung.